# Hagecius (cratère)
Hagecius est un cratère d’impact lunaire situé dans la partie sud-est de la face visible de la Lune. Il a été nommé en l’honneur du naturaliste tchèque du XVIe siècle Tadeáš Hájek (latinisé en Thaddaeus Hagecius). Ce cratère forme une configuration triangulaire avec les cratères Rosenberger (en) au nord-nord-ouest et Nearch (en) à l’ouest-nord-ouest. Comme ces deux derniers, Hagecius a subi une érosion due à des impacts ultérieurs, et son rebord extérieur est usé et irrégulier. Le rebord sud-est, en particulier, est recouvert par trois cratères plus petits désignés sous les noms de Hagecius C, B et G.
Le plancher intérieur de Hagecius est une plaine plate, sans élévations notables. Un petit cratéricule se trouve au nord-ouest du centre, et quelques minuscules cratéricules marquent la moitié sud-est du plancher. Environ un tiers de cette portion intérieure est également recouvert par les remparts extérieurs des trois cratères satellites mentionnés précédemment.
Au nord-est de Hagecius se trouve le cratère Biela, une formation plus récente aux caractéristiques plus marquées.

## Cratères satellites
Par convention, ces formations sont identifiées sur les cartes lunaires en plaçant la lettre du cratère du côté du point central qui est le plus proche de Hagecius.
| Hagecius | Latitude | Longitude | Diamètre |
| -------- | -------- | --------- | -------- |
| A        | 58,2° S  | 47,2° E   | 61 km    |
| B        | 60,4° S  | 48,9° E   | 34 km    |
| C        | 60,7° S  | 47,5° E   | 24 km    |
| D        | 57,1° S  | 47,0° E   | 17 km    |
| E        | 63,3° S  | 49,1° E   | 44 km    |
| F        | 62,3° S  | 44,8° E   | 36 km    |
| G        | 61,8° S  | 47,6° E   | 30 km    |
| H        | 60,4° S  | 50,7° E   | 13 km    |
| J        | 62,6° S  | 57,8° E   | 14 km    |
| K        | 61,2° S  | 52,0° E   | 31 km    |
| L        | 61,5° S  | 55,7° E   | 8 km     |
| M        | 60,0° S  | 52,0° E   | 10 km    |
| N        | 60,2° S  | 53,1° E   | 16 km    |
| P        | 59,8° S  | 53,2° E   | 7 km     |
| Q        | 59,2° S  | 53,0° E   | 20 km    |
| R        | 58,7° S  | 52,7° E   | 15 km    |
| S        | 59,0° S  | 54,6° E   | 10 km    |
| T        | 60,6° S  | 57,4° E   | 14 km    |
| V        | 61,9° S  | 58,3° E   | 14 km    |

## Réféférences
- (en) Cet article est partiellement ou en totalité issu de l’article de Wikipédia en anglais intitulé « Hagecius (crater) » (voir la liste des auteurs).

1. ↑  « Planetary Names », sur planetarynames.wr.usgs.gov (consulté le 6 juin 2025)